# Bernard Warburton-Lee
Kapitán Bernard Armitage Warburton Warburton-Lee, VC (13. září 1895 – 10. dubna 1940) byl důstojník Royal Navy velšského původu, který byl v době druhé světové války vyznamenán Viktoriiným křížem, nejvyšším vyznamenáním za statečnost které je možno udělit příslušníkům britských ozbrojených sil.

## Španělská občanská válka
V roce 1936, po vypuknutí španělské občanské války, vznikly obavy z nepokojů na námořní základně, londýnské ministerstvo zahraničí vyslalo loď která by repatriovala zbývající britské občany a 22. července 1936 vyplul torpédoborec HMS Witch pod velením B. A. Warburtona-Lee z Ferrolu v severozápadním Španělsku do Británie.

## Druhá světová válka
Warburton-Lee byl stár 44 let a dosáhl hodnosti kapitána Royal Navy když během druhé světové války došlo k následující akci za niž byl dekorován Viktoriiným křížem.
10. dubna 1940 v norském Ofotfjordu u Narviku, během první námořní bitvy o Narvik velel z paluby torpédoborce HMS Hardy překvapivému útoku britské 2. flotily torpédoborců, skládající se z pěti plavidel (HMS Hardy, Havock, Hostile, Hotspur a Hunter), na německé torpédoborce a obchodní lodě za podmínek oslepující sněhové bouře. Útok byl úspěšný, ale byl téměř ihned následován střetem s pěti dalšími německými torpédoborci, během nějž kapitán Warburton-Lee utrpěl smrtelné zranění poté, co byl můstek jeho vlajkové lodi zasažen granátem.
Za jeho činy v tomto střetnutí mu byl posmrtně udělen Viktoriin kříž, nejvyšší britské vyznamenání za statečnost, který byl za druhé světové války udělen pouze 23 příslušníkům Royal Navy a Royal Naval Reserve z nichž jen přibližně 11 válku přežilo. V roce 1942 byl také vyznamenán norským Válečným křížem.

### Citace k udělení Viktoriina kříže
Citace při příležitosti udělení Viktoriina kříže Bernardu Warburtonovi-Lee zní následovně:
Za chrabrost, iniciativu a podstoupené riziko během velení svazu ve střetnutí s nepřítelem v první bitvě o Narvik 10. dubna 1940. Po obdržení rozkazu k provedení útoku na Narvik kapitán Warburton-Lee získal informace, že nepřítel jej drží s mnohem většími silami než bylo předtím známo. Vyslal zprávu informující Admiralitu, že se tam nachází šest německých torpédoborců a jedna ponorka a plavební kanál může být zaminován, a o svém úmyslu zaútočit za svítání. Admiralita odpověděla, že pouze on může posoudit zda zaútočit či ne, a jakékoliv jeho rozhodnutí se bude těšit plné podpoře z její strany. Kapitán Warburton vedl svou flotilu pěti torpédoborců do hloubi fjordu za silné sněhové bouře a těsně po rozbřesku dosáhl Narviku. Nepřítele naprosto překvapil a provedl tři úspěšné útoky proti válečným i dopravním plavidlům v přístavu. Když se jeho flotila stahovala, střetla se a zahájila boj s pěti nepřátelskými torpédoborci disponujícími nadřazenou palebnou silou. Kapitán byl smrtelně zraněn granátem který zasáhl můstek H.M.S. Hardy. Jeho poslední signál zněl: „Pokračujte v akci proti nepříteli.“

Jednalo se o první Viktoriin kříž udělený během druhé světové války.
Kapitán Warburton-Lee byl od 9. října 1924 ženat, jeho manželkou byla Elizabeth Campbell Swinton, dcera kapitána George Swintona z Kimmerghame, příslušníka klanu Swinton.